# Heartwork
Heartwork är ett svenskt skivbolag från Skåne som ger ut skivinspelningar under namnet Heartwork Records. Bolaget startades 1978 i samband med punkens intåg på den svenska rockscenen. Bolagets grundare Henrik Venant driver fortfarande bolaget men i betydligt mindre omfattning sedan 2009 än under bolagets storhetstid. Då gav det ut skivor med bland andra TT Reuter, Cortex, Garbochock, Underjordiska Lyxorkestern och Pojken med grodan i pannan.
Boken "Vi kan inte dö" av Karl G Jönsson, Mats Eriksson Dunér, Jonas Ellerström och Petter Lönegård (Helium Press 2024) är en katalog över samtliga skivor men även en berättelse om Heartwork och banden som spelade in skivor på bolaget.

## Diskografi
| - HW 01 Robert Widén – No Religion (No Reply) (1978) - HW 02 New Bondage – Backseat (1978) - HW 03 Hemliga Bosse – Aldrig Mera Ensam (1978) - HW 04 Martti LeThargie – Head Expansion (1979) - HW 05 Stry & Stripparna – Sjunger Malmö City (1979) - HW 06 Besökarna – Anna Greta Leijons Ögon (1979) - HW 07 TT Reuter – Hör Inte Till (1979) - HW 08 City Kent – Cancer (1979) - HW 09 Blödarna – Diggar Ditt Hål (1979) - HW 10 Kai Martin & Stick – Måndag, Måndag (1980) - HW 11 Guds Barn – Rösta På Mig (1980) - HW 12 Rädsla – Vad Är Det Som Överväldigar Mig (1980) - HW 13 New Bondage – Red Lights To Paradise (1980) - HW 14 Besökarna – Kamikaze (1979) - HW 15 TT Reuter – Strandsatt (Demo), (1980) - HW 16 Garbochock – Invasion (1980) - HW 17 TT Reuter – Gudarnas Puls (1980) - HW 18 City Kent – Blixtar (1979) - HW 19 Cortex – Sleepwalking (1981) - HW 20 TT Reuter – Guldpojken (1981) - HW 21 Perfekt Alibi – I Takt Med Tankarna (1981) - HW 22 Selfmade Man – Selfmade (1988) - HW 23 PGP – We Kept on Fishin' (1989) | - HWLP 01 TT Reuter – Kontroll Av Den Udda Guden (1979) - HWLP 02 Samlingsplatta – Punk är trevligt – Jazz är farligt (1980) - HWLP 03 Garbochock – Ritual (1980) - HWLP 04 TT Reuter – Sång, dans, sex (1981) - HWLP 05 Robert Widén – Maria (1978) - HWLP 06 TT Reuter – 3-Live (1981) - HWLP 07 Cortex – Spinal Injuries (1983) - HWLP 08 Selfmade Man – Lust Garden (1990) - HWLP 199001 PGP – Paid Green Parachute (1990) - HWLP 10 The Kingdom of Evol featuring Freddie Wadling (2012) - HWTP 01 Rädsla – Sanningen För Pojkar (1980) - HWMP 02 Blago Bung – Kärleken & Döden (1981) - HWMP 03 Stry & Stripparna – Sjunger Stulna Sånger (outgiven) (1981) - HWMP 04 Livesamlingsplatta – Heartwork Live Klubb 2000 (1981) - HWMP 05 Underjordiska Lyxorkestern – Lögnens Mästare (1982) - HWMP 06 Pojken med grodan i pannan – To the Country (1988) - HWMP 007 That Barnes Woman – The Beautiful Ones Are Not Yet Born (1989) |